# Čivava
Čivava (Chihuahua) je najmanjša pasma psov na svetu in izvira iz mehiške zvezne države Chihuahua. Pasma je verjetno precej stara, uradno pa čas izvora sega v 19. stoletje, ko so prve pse prinesli v ZDA. Plečna višina čivave ne sme presegati 23 cm, teža pa ne 3 kg. Poznamo kratko dlako in dolgodlako različico, obe v skoraj vseh barvnih različicah in kombinacijah. 
Pes je na pogled droben in krhek, a pogumen in temperamenten ter se ne boji drugih psov. Je inteligenten, učimo ga z lahkoto, na psičarja se zelo naveže, do tujcev pa je zadržan in rad zarenči, a ni nagnjen k pretiranemu lajanju. 
Čivava je hišni pes in mora živeti v stanovanju. Nega ni zahtevna. Obroke hrane mora dobivati vsak dan približno ob istih urah, da se od prvega dne navaja na določen dnevni red. Kužki se hitro učijo.